# منظمة السلام الأخضر
منظمة غرينبيس الشرق الأوسط وشمال أفريقيا في العام 2018 (تعرف أيضاً باسم غرينبيس أو بالإنجليزية Greenpeace) هي منظمة بيئية عالمية غير حكومية، تم تأسيسها وتملك مكاتب في أكثر من أربعين دولة في العالم مع هيئة تنسيق دولية في أمستردام، هولندا.
تهدف منظمة السلام الأخضر إلى: «ضمانة قدرة الأرض على تغذية الكائنات الحيّة بكافة تنوعها»، وبذلك تركّز في حملاتها البيئية على قضايا ذات أهمية عالميّة، مثل: ظاهرة الاحتباس الحراري، والتعدّي على الغابات، والصيد الجائر، والصيد التجاري للحيتان، وهندسة الجينات، ومناهضة جميع القضايا النووية. ولتحقيق أهدافها؛ تستخدم المنظمة عدّة طرق سلميّة مثل التحرّك المباشر، وجمع مؤيدين حول القضايا البيئيّة والعمل على إصدار بحوث ودراسات علميّة. ولا تقبل المنظمة التمويل من الحكومات أوالشركات أو الأحزاب السياسية، وهي تعتمد على 2.9 مليوني فرد داعم لها على مستوى العالم إضافة إلى المنح التي توهب للمنظمة.[بحاجة لمصدر] لدى منظمة السلام الأخضر مركز استشاري عام في مجلس الأمم المتحدة الاقتصادي والاجتماعي. وهي عضو مؤسس في ميثاق مسألة المنظمات الدولية غير الحكومية- INGO (منظمة دولية غير حكومية تعمل على تعزيز المسألة والشفافية في المنظمات غير الحكومية).
تعرف منظمة السلام الأخضر بتحرّكاتها السلميّة المباشرة، حيث يستخدم نشطاء منظمة السلام الأخضر وسائل الاحتجاج المباشرة غير العنيفة. إذ يتوجه النشطاء إلى مكان التحرّك الذي يشكل خطراً على البيئة، وبدون اللجوء إلى استخدام القوة، يسعون إلى إيقاف التعديات. وهي تعمل على تغيير السياسات الحكومية والصناعية التي تهدد العالم البيئي.
وقد وُصِفَت منظمة السلام الأخضر بأكثر منظمة بيئيّة بارزة في العالم؛ إذ عملت على رفع مستوى المعرفة العامة في القضايا المتعلقة بالبيئية، واستطاعت ان تؤثر على كلٍّ من القطاعين العام والخاص. ويشار إلى انه لطالما كانت منظمة السلام الأخضر مصدر جدل واسع. ثمّ ان دوافعها الخاصة وطرق عملها لاقت انتقادات عدّة، وقد أثارت تحرّكاتها المباشرة مجموعة إجراءات قانونية ضدّ النشطاء البيئيين التابعين لها.
وقد حظيت المنظمة باهتمام عالمي لجهودها في إنقاذ الحيتان، ولمعارضتها قتل صغار حيوانات الفقمة القيثارية قبالة سواحل نيو فاوندلاند. وفي عام 1985 خطط أعضاء منظمة السلام الأخضر لاستخدام سفينتهم رينبو ورير (محارب قوس قزح) للاحتجاج على التجارب النووية الفرنسية في جنوبي المحيط الهادئ، إلا أن انفجاراً أغرق السفينة في ميناء أوكلاند بنيوزيلندا، ولقي مصور تابع للسلام الأخضر مصرعه. وأقرَّ مسؤولون في الحكومة الفرنسية بمسؤوليتهم عن إغراق السفينة رينبو واريور، مما أدى إلى استقالة وزير الدفاع من منصبه.

## الجذور

مكاتب السلام الأخضر حول العالم.

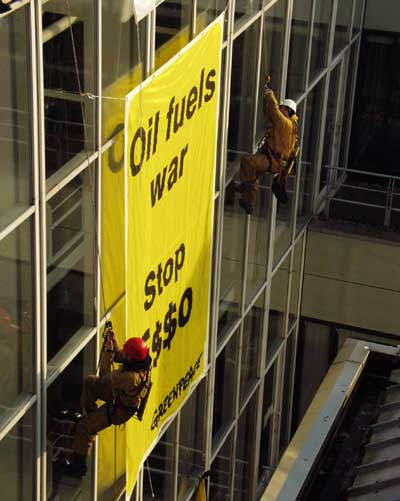
احتجاج السلام الأخضر ضد شركتي اسو وإكسون موبيل

في أواخر الستينات، كانت الولايات المتحدة تخطط لاختبار أسلحة نووية تحت سطح الأرض في جزيرة أمشيتكا في الآسكا. وعندما وقع زلزال الآسكا عام 1964؛ أثيرت حوله مخاوف عدّة، وطرحت مجموعة تساؤلات حول مخاطر المخطط الأميركي، خوفاً من أن يحدث اختبار الأسلحة النووية زلزالاً أو تسونامي. ووقتها شارك أكثر 7 آلاف فرد في مظاهرة الآسكا حيث أغلقوا نقطة عبور رئيسة بين أمريكا وكندا في كولومبيا البريطانية. إلا أن الاحتجاجات لم توقف الولايات المتحدة عن تفجير قنبلتها النووية الاختبارية. ولأن التجربة النووية لم ينتج عنها زلزال ولا تسونامي؛ أعلنت الولايات المتحدة عن رغبتها بتفجير قنبلة نووية اختبارية تضاهي بقوتها 5 أضعاف القنبلة الأولى، وحينها تفاقمت المعارضة أكثر فأكثر. ومن بين هؤلاء المعارضين، جيم بوهلين، وهو من المحاربين القدامى الذين خدموا في البحرية الأمريكية وإيرفينغ ستووي ودوروثي ستووي، اللذان أصبحا في الآونة الأخيرة من الكويكرز. وكأعضاء في نادي سييرا- كندا، شعرا بالإحباط لعدم اتخاذ النادي أيّ إجراءات تجاه ذلك.
تعلّم جيم بولن من إيرفينغ ستووي أشكال المقاومة السلبية، وكيفية تمكين أنفسهم كيّ يكونوا شهداء عيان، حيث كانت النشاطات الأخرى غير المجدية تقوم فقط على مجرّد التظاهر وتأكيد الحضور.
بدأت فكرة الإبحار نحو أمشيتكا- الآسكا من ماري زوجة جيم بولن، مستوحاة من الأسفار المناهضة للأسلحة النووية التي كان يقوم بها ألبرت بيغلو (ألبرت سميث بيغلو، ولد في 1 مايو 1906 – وتوفي في 6 أكتوبر 1993، كان من دعاة السلام وقائد البحرية السابق لولايات المتحدة الأميركية، برز في الخمسينات كقائد «للقاعدة الذهبية- Golden Rule» أول سفينة تحاول تعطيل تجربة نووية احتجاجاً على الأسلحة النووية في العام 1958). وانتهت رحلة الإبحار في الوسائل الإعلامية، وكان قد ارتبط اسم نادي سييرا في الموضوع، إلا أن النادي لم تعجبه تلك الصلة. وفي عام 1970، نشأت لجنة «لا تفتعل الموجة- Don’t make the wave» احتجاجاً ضدّ تجربة السلاح النووي. وكانت تعقد الاجتماعات في ذلك الوقت من شاونيسي في منزل روبرت هنتر وزوجته بوبي هنتر (روبرت هنتر، ولد في 13 أكتوبر 1941 وتوفي في 2 مايو 2005، كندي بيئي وصحافي وكاتب وسياسي. وهو عضو في لجنة «لا تفتعل الموجة» في العام 1969 مع دوروثي وايرفينغ ستو، وماري وجيم بولن، وبن ودوروثي ميتكالف. وهنتر هو الشريك المؤسس لمنظمة السلام الأخضر في العام 1971 مع باتريك مور، بن متكلفي، جيم بولن، ايرفينغ ستو، بول واتسون وغيرهم من الأعضاء الآخرين). وبعدها في وقت لاحق كانت تعقد الاجتماعات في منزل آل ستو، وكان بمثابة المكتب الأول لمنظمة السلام الأخضر. وافتتح أول مكتب وراء الكواليس، واجهته نحو «سايبرس» وفي الغرب برودواي ومن الزاوية في كيتسيلانو، فانكوفر.
نظّم ايرفينغ ستو رتبت حفلا موسيقيا خيريا (بدعم من جوان بايز) في 16 أكتوبر 1970 في استاد المحيط الهادئ في فانكوفر. وجمعت خلال الحفل التبرعات والمورد المالي الأساس لأول حملة بيئيئة تقوم بها منظمة السلام الأخضر.
وفي خريف عام 1971 أبحرت السفينة نحو أمشيتكا، وهناك واجهت سفينة «ذا كونفيدنس- theConfidence» لقوات حرس السواحل الأمريكية ما أجبر النشطاء على العودة والتراجع. ولهذا السبب إضافة لسوء الأحوال الجوية، قرر طاقم منظمة السلام الأخضر العودة إلى كندا. ولدى عودتهم، علموا أن الاخبار حول رحلتهم والقصص التي ذكرت في وسائل الإعلام سردها طاقم سفينة «ذا كونفيدنس- theConfidence». وبعد ذلك، حاولت منظمة السلام الأخضر الإبحار نحو موقع تجربة السلاح النووي مع غيرها من السفن المشاركة، حتى يوم إجراء التجربة النووية في الولايات المتحدة. وقد انتقدت التجربة النووية بشدة وقررت الولايات المتحدة عدم الاستمرار في خطط الاختبار في أمشيتكا.

## الحملات
تهدف السلام الأخضر إلى تغيير المواقف والسلوك العام لحماية البيئة والحفاظ عليها وتعزيز السلام، وذلك عن طريق:
- تحفيز ثورة الطاقة البديلة والنظيفة لمواجهة أكبر تهديد يواجهه كوكبنا: التغيّر المناخي.
- الدفاع عن محيطاتنا عبر مكافحة الصيد المسرف والمدمر، وخلق شبكة عالمية من المحميات البحرية.
- حماية الغابات القديمة المتبقية في العالم والتي يعتمد على بقاءها العديد من الحيوانات والنباتات والسكان.
- العمل من أجل نزع السلاح وإحلال السلام من خلال تقليص الاعتماد على الموارد الطبيعية المحدودة، والتي تدعو إلى القضاء على جميع الأسلحة النووية.
- خلق مستقبل خال من السموم عبر استخدام بدائل أكثر أمانا من المواد الكيميائية الخطرة في المنتجات والصناعات.
- القيام بحملات من أجل الزراعة المستدامة من خلال على تشجيع مسؤولية الممارسات الزراعية بطرق اجتماعية وبيئية.

## الهيكلية التنظيمية

### الإدارة
تتكون منظمة السلام الأخضر من السلام الأخضر الدولية (واسمها الرسمي مجلس السلام الأخضر «ستيتشتينغ غرين بّيس» ومقرها في أمستردام، هولندا، ومن 26 مكتبًا إقليميًا في 55 بلدًا. تعمل المكاتب الإقليمية بشكل مستقل إلى حد كبير تحت إشراف منظمة السلام الأخضر الدولية. ينتخب المدير التنفيذي للسلام الأخضر من قبل أعضاء مجلس منظمة السلام الأخضر الدولية. المديران الحاليان للسلام الأخضر الدولية هما باني ماك ديارمي وجينيفر مورغان، والرئيس الحالي للمجلس آنا توني، وللسلام الأخضر طاقم عمل قوامه 2,400 بالإضافة إلى 15,000 متطوعًا حول العالم.
يرأس كل مكتب إقليمي مدير تنفيذي إقليمي ينتخبه مجلس الإدارة الإقليمي. تعين المجالس الإقليمية أيضًا أمين سر للاجتماع السنوي العام للسلام الأخضر الدولية، حيث ينتخب الأمناء أو يقيلون أعضاء مجلس إدارة السلام الأخضر الدولية. هدف الاجتماع السنوي العام مناقشة المبادئ العامة والقضايا المهمة استراتيجيًا للسلام الأخضر وإقرارها بالتعاون مع أمناء المكاتب الإقليمية ومجلس إدارة السلام الأخضر الدولية.

### التمويل
تتلقى منظمة السلام الأخضر تمويلها من الداعمين من الأفراد والمؤسسات. وتفحص المنظمة جميع التبرعات الكبرى لتتأكد من عدم تلقي تبرعات غير مرغوب بها. فيما عدا يانصيب بريد هولندا الوطني، أكبر يانصيب تحت رعاية الدولة في هولندا، لا تتلقى المنظمة أموالًا من الحكومات، ولا المنظمات الدولية الحكومية، ولا الأحزاب السياسية، ولا الشركات؛ وذلك لتفادي الوقوع تحت تأثيرها.
ترفض التبرعات من المؤسسات الممولة من الأحزاب السياسية أو التي تتلقى معظم تمويلها من الحكومات أو المنظمات الدولية الحكومية. ترفض التبرعات المؤسسية أيضًا إذا ربطتها المؤسسات بشروط غير معقولة، أو تقييدات أو محظورات تأسر نشاطات السلام الأخضر أو إذا كان التبرع سيعرض استقلال وأهداف الشركة للخطر. منذ منتصف تسعينيات القرن العشرين، بدأ عدد الداعمين ينخفض، وكانت السلام الأخضر رائدة جمع التبرعات وجهًا لوجه حيث يسعى جامعو التبرعات بجد للحصول على داعمين جدد في الأماكن العامة، وذلك بتسجيلهم في تبرعات شهرية بالخصم المباشر. في 2008، كان معظم مبلغ 202.5 مليون يورو الذي تلقته المنظمة آتيًا من تبرعات نحو 2.6 مليون داعم منتظم، من أوروبا بشكل أساسي. في 2014، سجلت إيرادات المنظمة السنوي نحو 300 مليون يورو (400 مليون دولار) مع أنها خسرت نحو 4 ملايين يورو (5 مليون دولار) بسبب فرق العملات ذلك العام.
في سبتمبر 2003، اشتكت منظمة مراقبة المصلحة العامة «بّابلك إنترست واتش» لدائرة الإيرادات الداخلية بزعم أن عائدات منظمة السلام الأخضر الأمريكية الضريبية من الرتبة أ (عائدات الدخل المباشر) المصرح عنها غير دقيقة وتنتهك القانون. أجرت دائرة الإيرادات الداخلية مراجعة مطولة واستنتجت في ديسمبر 2005 بأن السلام الأخضر الأمريكية ما تزال مؤهلة لتصنف كمنظمة معفاة ضريبيًا. في مارس 2006، نشرت صحيفة ذا وول ستريت جورنال أن ملف بّابلك إنترست واتش «الذي يغطي فترة أغسطس 2003 حتى يوليو 2004، نص على أن 120,000$ من أصل 124,095$ تلقتها المجموعة كمساهمات خلال تلك الفترة أتت من شركة إكسون موبيل». في 2013، وبعد أن أجرت دائرة الإيرادات الداخلية تدقيقًا مراجعًا للحسابات، كان أيضًا خاليًا من المشاكل، وعقب ادعاءات بوجود مراجعات ضريبية لأهداف سياسية أجرتها دائرة الإيرادات الداخلية على المجموعات المرتبطة بحركة حزب الشاي، دعى المدير التنفيذي لمنظمة السلام الأخضر الأمريكية فيل رادفورد الكونغرس للتحقيق في المراجعات المدفوعة سياسيًا؛ بما فيها تلك التي يدعى أنها تستهدف حركة حزب الشاي، والجمعية الوطنية للنهوض بالملونين، والسلام الأخضر.

### التحول الرقمي
أعلن المدير التنفيذي الدولي كومي نايدو أن مؤتمر كوبنهاغن للتغير المناخي 2009 «فشل هائل» وأشار إلى أن المنظمة تواجه لحظة مصيرية يجب فيها «حرق المنصة». شجع نايدو مديري السلام الأخضر التنفيذيين على انتهاج استراتيجيات جديدة وأساليب حديثة أو المخاطرة بجعل المنظمة في طي النسيان.
لتطبيق إستراتيجية جديدة مصادقة في 2010، وظفت منظمة السلام الأخضر مايكل سيلبرمان لبناء «مركز امتياز للتجنيد الرقمي» في 2011، تحول إلى مختبر التجنيد «موب لاب». وركز المختبر المصمم كمصدر لاستنتاج أفضل الممارسات، والاختبار، وتطوير الاستراتيجيات، على زيادة القدرة الرقمية والترويج لحملات ذات أساس مجتمعي في 42 بلدًا. في مارس 2017، انفصل موب لاب عن السلام الأخضر عن طريق استثمار مشترك لمنظمة السلام الأخضر وتحالف سيفيكوس العالمي لمشاركة المواطنين.

## ملخص الأولويات والحملات
على موقعها الدولي، تعرف منظمة السلام الأخضر رسالتها بما يلي:
السلام الأخضر منظمة حملات مستقلة، تستخدم المواجهة اللاعنفية المبدعة لفضح المشاكل البيئية العالمية، ولتطوير حلول لمستقبل أخضر ومسالم. هدفنا ضمان قدرة الأرض على إعالة الحياة بكل أشكالها. وهذا يعني أننا نريد:
- منع الكوكب من ارتفاع درجة حرارة أكثر من 1.5 درجة مئوية لمنع أكثر الآثار كارثيةً، والتي تؤدي لانهيار المناخ.
- حماية التنوع الحيوي بكل أشكاله
- إبطاء كمية الاستهلاك المفرط وتعلم العيش حسب إمكاناتنا
- الترويج للطاقة المتجددة كحل يمكنه تغذية العالم بالطاقة الكهربائية.
- رعاية السلام، ونزع السلاح في العالم، واللاعنف.[17]

## المناخ والطاقة
كانت منظمة السلام الأخضر من أولى الجهات التي تصوغ خطة تنمية مستدامة للتخفيف من التغير المناخي، وهو ما فعلته في 1993. وفقًا لعالمي الاجتماع مارك مورمونت وكريستين داسنوي، فإن المنظمة كان لها دور بارز في زيادة الوعي العام تجاه الاحتباس الحراري العالمي في تسعينيات القرن العشرين. ركزت منظمة السلام الأخضر كذلك على الكلوروفلوروكربونات بسبب قدرتها الكامنة على زيادة الاحترار العالمي وأثرها على طبقة الأوزون. وكانت المنظمة من رواد المشاركين في الدعوة للإيقاف السريع لاستهلاك المواد التي تؤدي لنضوب طبقة الأوزون في بروتوكول مونتريال. في بداية تسعينيات القرن العشرين، طورت منظمة السلام الأخضر تقنية برادات خالية من الكلوروفلوروكربونات، أسمتها «غرين فريز»، وتعني التجميد الأخضر، للإنتاج الكمي بالتعاون مع مجال التبريد الصناعي. منح برنامج البيئة التابع للأمم المتحدة جائزةً لمنظمة السلام الأخضر «لمساهماتها البارزة في حماية طبقة الأوزون لكوكب الأرض» في 1997. في 2011 كان خمسا إنتاج العالم للبرادات مبنيًا على تقنية غرين فريز، بأكثر من 600 مليون وحدة مستخدمة.
تعتبر منظمة السلام الأخضر حاليًا الاحتباس الحراري العالمي بأنه أعظم مشكلة بيئية تواجه كوكب الأرض. وتدعو لجعل ذروة انبعاثات غازات الدفيئة في 2015 وتخفيضها عن ذلك الحد سعيًا نحو الصفر بحلول عام 2050 قدر الإمكان. وللوصول لهذه الأرقام، دعت منظمة السلام الأخضر الدول الصناعية لتخفيض انبعاثاتها بنسبة 40% على الأقل بحلول 2020 (من مستويات 1990) ولإعطاء تمويل سخي للدول النامية لبناء قدرات طاقية مستدامة، وللتكيف مع العواقب المحتومة للاحتباس الحراري العالمي، ولإيقاف إزالة الغابات بحلول 2020. صاغت منظمة السلام الأخضر مع المجلس الأوروبي للطاقة المتجددة خطة طاقية عالمية تحت مسمى «ثورة الطاقة»، حيث تنتج 80% من الطاقة الإجمالية في العالم من مصادر متجددة، وتخفض انبعاثات قطاع الطاقة بأكثر من 80% من مستويات 1990 بحلول 2050.
باستخدام الفعل المباشر، احتج أعضاء السلام الأخضر عدة مرات ضد الفحم باحتلال محطات الطاقة العاملة على الفحم واعتراض شحنات الفحم وعمليات التنجيم في أماكن كنيوزيلندا وسفالبارد وأستراليا والمملكة المتحدة. وتنتقد منظمة السلام الأخضر أيضًا استخراج البترول من الرمال النفطية وقد استخدمت الفعل المباشر لمنع عمليات في رمال آثاباسكا النفطية في كندا.

## مقالات ذات صلة
- قائمة قادة المنظمات غير الحكومية
- الحركة المناهضة للحرب

## وصلات خارجية
- منظمة السلام الأخضر على موقع الموسوعة البريطانية (الإنجليزية)
- منظمة السلام الأخضر على موقع ميوزك برينز (الإنجليزية)
- غرينبيس العالم العربي